# 고쿠진
국인(일본어: 国人 코쿠진[*])은 일본 가마쿠라 시대의 지토 층에서 시작하여, 난보쿠초 시대에서 무로마치 시대에 걸쳐서 각 율령국("고쿠")의 개발을 추진한 무사층을 일컫는 말이다. 아울러 부를 경우에는 국중(国衆 코쿠슈[*]), 국인중(国人衆 코쿠진슈[*])이라고 한다.
헤이안 시대 중기에 성립된 후기 왕조국가 체제 하의 장원과 공령(公領)의 관리자 계층과, 그 출신이 많았던 가마쿠라 시대 이후의 지토의 계보를 이어 구니에 머무르는 영주의 일반적인 통칭으로, 당시에 실제로 쓰였던 용어이기도 하다. 막부와 슈고, 장원 영주 등 외부의 지배층에 대항하여 독자적인 영역 지배를 목표로 하는 토착세력이라는 의미로도 쓰이며, 이 경우에는 비난하는 의미를 담아 악당(悪党 아쿠토[*])이라고도 불렸다. 난보쿠초 시대와 무로마치 시대에는 국인 영주들이 연합한 국인일규가 자주 발생하였다.
센고쿠 시대에 들어선 뒤 슈고 다이묘의 지배가 약해진 지역에서는 국인이 성주가 되어 독자적인 영주로서 존재하였지만, 대부분의 국인은 기소씨(木曾氏)와 무라카미씨(村上氏)처럼 센고쿠 다이묘의 가신단으로 흡수되었다. 한편, 다이묘 수준의 세력을 지닌 국인 중에서는 모리씨(毛利氏)와 조소카베씨(長宗我部氏), 류조지씨(龍造寺氏)처럼 센고쿠 다이묘로 발전한 경우도 있었다.